# 5681 Bakulev
5681 Bakulev eller 1990 RS17 är en asteroid i huvudbältet som upptäcktes den 15 september 1990 av den sovjetisk-ryska astronomen Ljudmila Zjuravljova vid Krims astrofysiska observatorium på Krim. Den är uppkallad efter den sovjetiske läkaren Aleksandr Bakulev.
Den tillhör asteroidgruppen Flora.